# La Rivale (film, 1974)
Pour les articles homonymes, voir La Rivale.
Pour plus de détails, voir Fiche technique et Distribution.
La Rivale est un film français réalisé par Sergio Gobbi sorti en 1974

## Fiche technique
- Titre : La Rivale
- Réalisation : Sergio Gobbi
- Scénario : Paul Gegauff
- Musique : Vladimir Cosma
- Pays d'origine : France
- Langue : française
- Genre: comédie
- Durée : 95 minutes
- Date de sortie :
  - France : 2 octobre 1974

## Distribution
- Jean Piat : Pierre
- Bibi Andersson : Blanche Huysman
- Maurice Biraud :  Jean-Claude
- Geneviève Fontanel : Claire
- Valentine Tessier  : La grand-mère / Grandma
- Françoise Fleury  : la femme de Jean-Claude
- Nicole Gobbi : La servante (comme Nicole Argent)